# 1972 في سريلانكا
فيما يلي قوائم الأحداث التي وقعت خلال عام 1972 في سريلانكا.

## سياسة

### انتهاء فترة المنصب
- 22 مايو – سيريمافو باندرانايكا رئيس وزراء سريلانكا.

## مواليد

### أبريل
- 17 أبريل – موتياه موراليثاران[1]

## وفيات

### أكتوبر
- 4 أكتوبر – كولن غوردون (مواليد 1911) ممثل بريطاني.[2]